# Iso Teerijärvi
Iso Teerijärvi är en sjö i Finland. Den ligger i Orivesi stad i landskapet Birkaland, i den södra delen av landet, 170 km norr om huvudstaden Helsingfors. Iso Teerijärvi ligger 143 meter över havet. Arean är 39 hektar och strandlinjen är 4,02 kilometer lång. Sjön  ingår i Kumo älvs huvudavrinningsområde.   I omgivningarna runt Iso Teerijärvi växer i huvudsak blandskog.